# Peter Holt
Pour les articles homonymes, voir Holt.
Peter M. Holt, né le 26 juillet 1948 à Peoria dans l'Illinois, est un homme d'affaires américain.
Il est le directeur général de Holt Cat, le plus grand concessionnaire de véhicules de chantier Caterpillar aux États-Unis et le directeur général et propriétaire de Spurs Sports & Entertainment, qui détient les franchises des Spurs de San Antonio (NBA), des Stars de San Antonio (WNBA), des Rampage de San Antonio (LAH) et des Toros d'Austin (NBA Development League).